# PureBlack Racing
El PureBlack Racing fue un equipo ciclista profesional neozelandés.
Creado en la temporada 2011 y registrado en la categoría Continental, estuvo formado solo por cilcistas de ese país, y ante la escasez de carreras en Oceanía, basó su calendario tanto en Estados Unidos como en Canadá donde compitió regularmente.

## Historia
El equipo se puso en marcha en julio de 2010, con el objetivo de convertirse en el primer equipo UCI ProTeam de Nueva Zelanda en la temporada 2015.
Fue ideado por Carl Williams y surgió del equipo Bici Vida, un equipo amateur creado por Williams en noviembre de 2009 y con una base de corredores Sub-23.
A pesar de los ambiciosos objetivos en 2012 dejó de ser profesional pasando a la categoría amateur y al final de la temporada desapareció tras no ponerse de acuerdo y entrar en una disputa  los dos principales patrocinadores, PureBlack y Avanti.

## Clasificaciones UCI
A partir de 2005 la UCI instauró los Circuitos Continentales UCI y en su primera participación en 2010-2011 estuvo en la clasificación del UCI America Tour Ranking y el UCI Oceania Tour Ranking logrando éstas posiciones:
| Temporada                | Clasificación por equipos | Mejor corredor   | Posición |
| 2010-2011 (America Tour) | 23.º                      | James Williamson | 129.º    |
| 2010-2011 (Oceania Tour) | 4.º                       | James Williamson | 7.º      |

## Palmarés

### Palmarés 2011
| Fechas      | Carreras                         | Ganador          |
| 26 de enero | 1.ª etapa del Tour de Wellington | James Williamson |
| 14 de junio | 1.ª etapa del Tour de Beauce     | Scott Lyttle     |

## Plantilla

### Plantilla 2011
| Nombre           | Nacimiento | Nacionalidad  | Equipo 2010              |
| Daniel Barry     | 29/01/1988 | Nueva Zelanda | Neoprofesional           |
| Glen Chadwick    | 17/10/1976 | Nueva Zelanda | Rock Racing (2009)       |
| Louis Crosby     | 31/12/1989 | Nueva Zelanda | Subway-Avanti (2009)     |
| Timothy Gudsell  | 17/02/1984 | Nueva Zelanda | FDJ                      |
| Tylor Gunman     | 14/03/1991 | Nueva Zelanda | Neoprofesional           |
| Mark Langlands   | 09/06/1987 | Nueva Zelanda | Neoprofesional           |
| Scott Lyttle     | 08/02/1984 | Nueva Zelanda | Ride Sport Racing (2009) |
| James McCoy      | 14/06/1990 | Nueva Zelanda | Neoprofesional           |
| Michael Northey  | 24/03/1987 | Nueva Zelanda | Land Rover-Orbea (2009)  |
| Shem Rodger      | 04/12/1988 | Nueva Zelanda | Neoprofesional           |
| Michael Torckler | 12/04/1987 | Nueva Zelanda | Neoprofesional           |
| Roman Van Uden   | 29/10/1988 | Nueva Zelanda | Land Rover-Orbea (2009)  |
| James Williamson | 27/03/1989 | Nueva Zelanda | Subway-Avanti            |

1. ↑  Desde el 16 de marzo.